# Conseil territorial de Saint-Barthélemy
Le conseil territorial de Saint-Barthélemy est l'assemblée délibérative unique gérant la collectivité d'outre-mer de Saint-Barthélemy (Antilles françaises). Il est constitué de dix-neuf conseillers territoriaux.

## Mode de scrutin
Le Conseil territorial de Saint-Barthélemy est composé de 19 sièges pourvus pour cinq ans selon un système mixte à finalité majoritaire : il s'agit d'un scrutin proportionnel plurinominal combiné à une prime majoritaire d'un tiers des sièges attribuée à la liste arrivée en tête, si besoin en deux tours de scrutin. Les électeurs votent pour une liste fermée de 22 candidats, sans panachage ni vote préférentiel. Les listes doivent respecter la parité en comportant alternativement un candidat de chaque sexe. 
Au premier tour, la liste ayant obtenu la majorité absolue des suffrages exprimés et un nombre de suffrages égal au quart des électeurs inscrits remporte la prime majoritaire, soit sept sièges. Les sièges restants sont alors répartis à la proportionnelle selon la règle de la plus forte
moyenne entre toutes les listes, y compris celle arrivée en tête. 
Si aucune liste n'a recueilli la majorité absolue, un second tour est organisé entre toutes les listes ayant obtenu au moins 10 % des suffrages exprimés au premier tour. Les listes ayant obtenu au moins 5 % peuvent néanmoins fusionner avec les listes pouvant se maintenir. Si une seule voire aucune liste n'a atteint le seuil requis de 10 %, les deux listes arrivées en tête au premier tour sont qualifiées d'office. Après dépouillement des suffrages, la répartition des sièges se fait selon les mêmes règles qu'au premier tour, les seules différences étant que la prime majoritaire est attribuée à la liste arrivée en tête qu'elle ait obtenu ou non la majorité absolue et les voix de 25 % des inscrits, et que la répartition des sièges n'a lieu qu'entre les partis en lice au second tour,,.
Le conseil exécutif est composé du Président du conseil territorial qui le préside, de quatre vice-présidents et de deux autres conseillers.

## Élections

### Élection du1erjuillet 2007
Quatre listes se sont présentées lors de ces élections :
- Liste Saint-Barth d’abord par Bruno Magras (UMP) qui a eu 16 conseillers territoriaux.
- Liste Tous unis pour St-Barthélemy conduite par Karine Miot (DVD) qui a eu 1 conseiller territorial.
- Liste Action Équilibre et Transparence conduite Maxime Desouches (DVD) qui a eu 1 conseiller territorial.
- Liste Ensemble pour St-Barthélemy conduite par Benoît Chauvin (proche du MoDem) qui a eu 1 conseiller territorial.

### Élection du 18 mars 2012
Trois listes se sont présentées lors de ces élections :
- Liste Saint-Barth d’abord conduite par Bruno Magras (UMP) qui a eu 16 conseillers territoriaux (même nombre qu'en 2007).
- Liste Tous pour Saint-Barth conduite par Benoît Chauvin (proche du MoDem) qui a eu 2 conseillers territoriaux (la liste passe de 1 à 2 conseillers).
- Liste Saint-Barth en mouvement ! conduite Maxime Desouches (DVD) qui a eu 1 conseiller territorial (même nombre qu'en 2007).

### Élection du 19 mars 2017
Quatre listes se sont présentées lors de ces élections :
- Saint-Barth d'abord (LR), 14 sièges
- Unis pour Saint-Barthélemy, 2 sièges
- Saint-Barth autrement, 2 sièges
- Tous pour Saint-Barth, 1 sièges

### Élection du 20 mars 2022
Trois listes se sont présentées lors de ces élections :
- Union-équilibre, 13 sièges :
  - Unis pour Saint-Barthélémy
  - Saint-Barth Action-Équilibre
- Saint-Barth d'abord, 6 sièges

## Composition du conseil territorial
Le conseil territorial comprend 19 membres élus.

### Mandature juillet 2007 - mars 2012
| Conseiller                               | Liste - Parti                    | Fonction                               |
| ---------------------------------------- | -------------------------------- | -------------------------------------- |
| Bruno Magras                             | Saint-Barth d’abord              | Président et Conseil exécutif          |
| Yves Gréaux                              | Saint-Barth d’abord              | 1re vice-président et Conseil exécutif |
| Nicole Gumbs ép. Gréaux                  | Saint-Barth d’abord              | 2e vice-président et Conseil exécutif  |
| Michel Magras                            | Saint-Barth d’abord              | 3e vice-président et Conseil exécutif  |
| Marie-Thérèse Weber                      | Saint-Barth d’abord              | 4e vice-président et Conseil exécutif  |
| Nils Dufau                               | Saint-Barth d’abord              | Conseil exécutif                       |
| Andy Laplace                             | Saint-Barth d’abord              | Conseil exécutif                       |
| Rose-Marie Berry ép. Toutoute-Fauconnier | Saint-Barth d’abord              |                                        |
| Cécile Girelli ép. Tiberghien            | Saint-Barth d’abord              |                                        |
| Patrick Kawamura                         | Saint-Barth d’abord              |                                        |
| Micheline Blanchard ép. Jacques          | Saint-Barth d’abord              |                                        |
| Jean-Pierre Magras                       | Saint-Barth d’abord              |                                        |
| Jeanne-Marie Gréaux                      | Saint-Barth d’abord              |                                        |
| Corinne Gréaux ép. Febrissy              | Saint-Barth d’abord              |                                        |
| Jules Brin                               | Saint-Barth d’abord              |                                        |
| Ginette Laplace ép. Gréaux               | Saint-Barth d’abord              |                                        |
| Maxime Desouches                         | Action Équilibre et Transparence |                                        |
| Karine Richard ép. Miot                  | Tous unis pour St-Barthélemy     |                                        |
| Benoît Chauvin                           | Ensemble pour St-Barthélemy      |                                        |

### Mandature mars 2012 - 2017
| Conseiller          | Liste - Parti              | Fonction                               |
| ------------------- | -------------------------- | -------------------------------------- |
| Bruno Magras        | Saint-Barth d'abord        | Président et Conseil exécutif          |
| Nicole Gréaux       | Saint-Barth d'abord        | 1re vice-président et Conseil exécutif |
| Michel Magras       | Saint-Barth d'abord        | 2e vice-président et Conseil exécutif  |
| Karine Miot Richard | Saint-Barth d'abord        | 3e vice-président et Conseil exécutif  |
| Nils Dufau          | Saint-Barth d'abord        | 4e vice-président et Conseil exécutif  |
| Cécile Tiberghien   | Saint-Barth d'abord        |                                        |
| Andy Laplace        | Saint-Barth d'abord        |                                        |
| Micheline Jacques   | Saint-Barth d'abord        | Conseillère exécutive                  |
| Jean-Marie Danet    | Saint-Barth d'abord        |                                        |
| Marie-Angèle Aubin  | Saint-Barth d'abord        |                                        |
| Xavier Lédée        | Saint-Barth d'abord        |                                        |
| Juliette Gréaux     | Saint-Barth d'abord        |                                        |
| Alfred Brin         | Saint-Barth d'abord        |                                        |
| Corinne Febrissy    | Saint-Barth d'abord        |                                        |
| Donald Gumbs        | Saint-Barth d'abord        |                                        |
| Élodie Laplace      | Saint-Barth d'abord        |                                        |
| Benoît Chauvin      | Tous pour Saint-Barth      | Conseiller exécutif                    |
| Bettina Cointre     | Tous pour Saint-Barth      |                                        |
| Maxime Desouches    | Saint-Barth en mouvement ! |                                        |

## Composition du conseil exécutif

### De juillet 2007 à février 2008
Lors de la 1re du conseil territorial du 15 juillet 2007, le conseil exécutif a été élu :
- Bruno Magras (Saint-Barth d’abord), président du conseil territorial ;
- Yves Gréaux (Saint-Barth d’abord), 1er vice-président ;
- Nicole Gumbs ép. Gréaux (Saint-Barth d’abord), 2e vice-présidente ;
- Michel Magras (Saint-Barth d’abord), 3e vice-président ;
- Marie-Thérèse Weber (Saint-Barth d’abord), 4e vice-présidente ;
- Jean-Pierre Magras (Saint-Barth d’abord), membre du conseil exécutif ;
- Maxime Desouches (Action Équilibre et Transparence, soutenu par Saint-Barth d’abord), membre du conseil exécutif.

### De février 2008 à avril 2010
Pour remplacer Jean-Pierre Magras démissionnaire, le conseil territorial procède à l'élection de Patrick Kawamura le 12 février 2008
 :
- Bruno Magras, président du conseil territorial ;
- Yves Gréaux, 1er vice-président ;
- Nicole Gumbs ép. Gréaux, 2e vice-présidente ;
- Michel Magras, 3e vice-président ;
- Marie-Thérèse Weber, 4e vice-présidente ;
- Patrick Kawamura, membre du conseil exécutif ;
- Maxime Desouches, membre du conseil exécutif.

### D'avril 2010 à janvier 2011
Patrick Kawamura est démissionnaire depuis le 7 avril 2010, la nouvelle élection n'intervient qu'en janvier 2011 :
- Bruno Magras, président du conseil territorial ;
- Yves Gréaux, 1er vice-président ;
- Nicole Gumbs ép. Gréaux, 2e vice-présidente ;
- Michel Magras, 3e vice-président ;
- Marie-Thérèse Weber, 4e vice-présidente ;
- Maxime Desouches, membre du conseil exécutif.

### De janvier 2011 à mars 2012
Pour pourvoir au remplacement de Patrick Kawamura, démissionnaire depuis le 7 avril 2010, une nouvelle élection se tient le 21 janvier 2011. Cette nouvelle élection permet l'élimination de Maxime Desouches par la liste Saint-Barth d’abord :
- Bruno Magras, président du conseil territorial ;
- Yves Gréaux, 1er vice-président ;
- Nicole Gumbs ép. Gréaux, 2e vice-présidente ;
- Michel Magras, 3e vice-président ;
- Marie-Thérèse Weber, 4e vice-présidente ;
- Nils Dufau, membre du conseil exécutif ;
- Andy Laplace, membre du conseil exécutif.